# Paul Nguyên Thanh Hoan

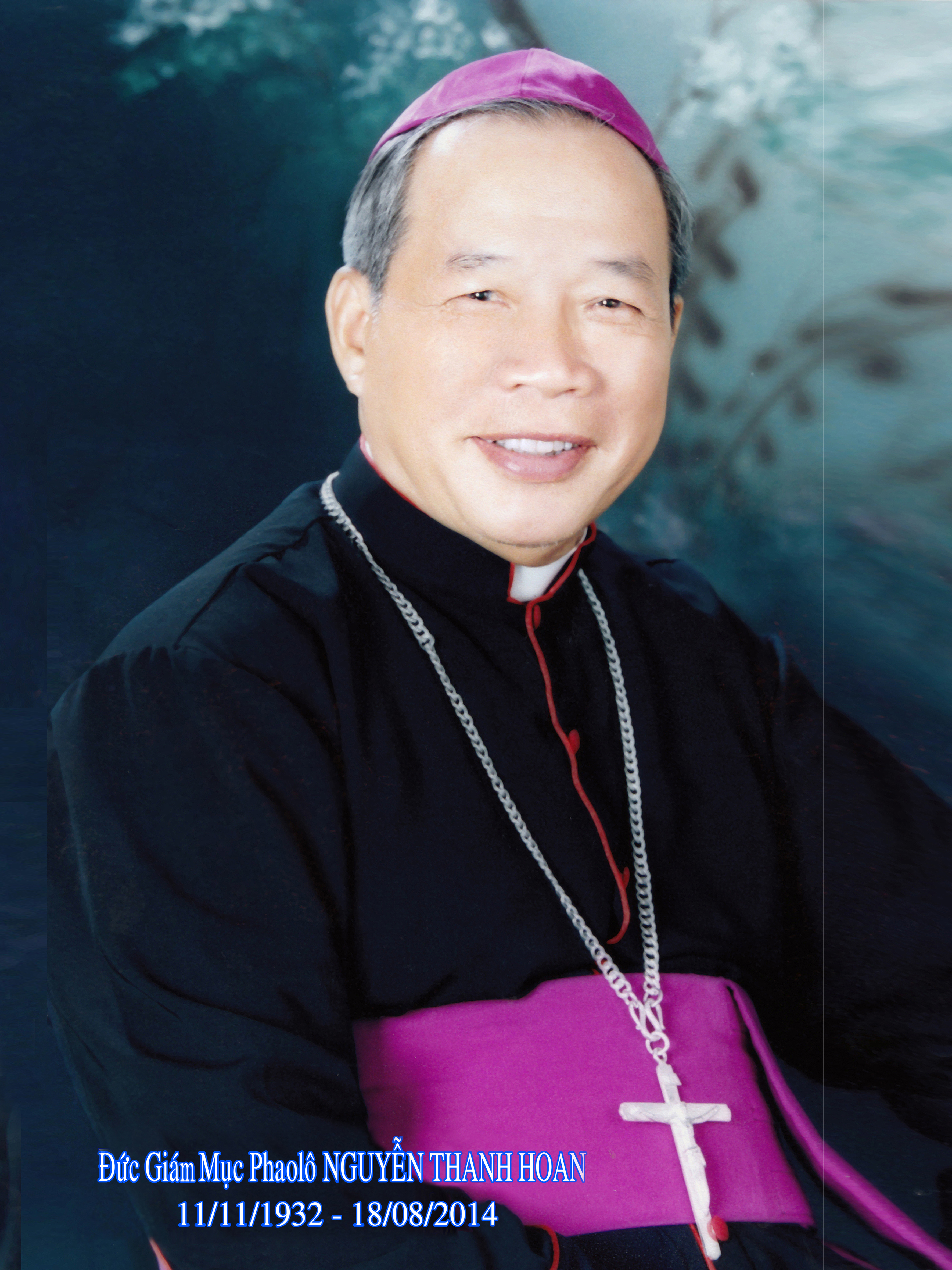
Paul Nguyên Thanh Hoan (2002)

Paul Nguyên Thanh Hoan (vietnamesisch: Phaolô Nguyễn Thanh Hoan; * 11. November 1939 in Phi Lộc, Bezirk Diễn Châu, Provinz Nghệ An; † 18. August 2014) war ein vietnamesischer Geistlicher und Bischof von Phan Thiết.

## Leben
Paul Nguyên Thanh Hoan besuchte das Kleine Seminar (1949–1954) sowie das Schulseminar (1954–1957). Nach dem Besuch einer Klosterschule von 1957 bis 1959 studierte er von 1959 bis 1965 Philosophie und Theologie am Priesterseminar von Xuân Bích. Am 29. April 1965 empfing er in der Basilika Unserer Lieben Frau von Saigon die Priesterweihe und war anschließend Vikar in Ðông Hà, Quảng Trị. 1967 gründete er für Kriegswaisen des Vietnamkrieges ein Waisenhaus und eine Privatschule in Ðắc Lộ. 1968 absolvierte er ein Pädagogikstudium an der Universität Huế. 1972 gründete er das Waisenkinderdorf Bồ Câu Trắng (Weiße Taube). Von 1975 bis 1999 war er Direktor der Wallfahrtsstätte in Hàm Tân.
Papst Johannes Paul II. ernannte ihn am 4. Juli 2001 zum Koadjutorbischof von Phan Thiết. Die Bischofsweihe spendete ihm der Bischof von Phan Thiết, Nicolas Huynh Van Nghi, am 11. August 2001; Mitkonsekratoren waren Pierre Nguyễn Văn Nhơn, Bischof von Đà Lạt, und Thomas Nguyên Van Trâm, Weihbischof in Xuân Lộc. Nach der Emeritierung Nicolas Huynh Van Nghis folgte er ihm am 1. April 2005 als Bischof von Phan Thiết nach.
Paul Nguyên Thanh Hoan war von 2001 bis 2006 in der Bischofskonferenz Vietnams Vorsitzender des Sozialausschusses und Bischof für die Caritas in Vietnam. Am 25. Juli 2009 nahm Papst Benedikt XVI. sein  Rücktrittsgesuch an.